# 明治温泉
明治温泉（めいじおんせん）は、長野県茅野市奥蓼科にある温泉。

## 泉質
- 炭酸鉄泉
  - 泉温　23.7℃
- 源泉掛け流し、一部加温・濾過方式。

## 温泉地
一帯は「奥蓼科温泉郷」に含まれている。メルヘン街道沿いに位置する蓼科中央高原より奥に入った、横谷渓谷に流れるおしどり隠しの滝の河畔で湧出している。
標高1500メートルの高地に、一軒宿の「明治温泉」が渋川沿いに存在する。日帰り入浴可能。
周囲は民家や商業施設は皆無で、自然があるのみ。

## 歴史
江戸時代末期より湯治場として栄えてきた。旅館の創業は明治21年（1890年）。

## アクセス
- 中央自動車道諏訪ICよりビーナスライン経由、車で35分。

- JR中央本線茅野駅よりバスで40分。